# Manuel Ferrán

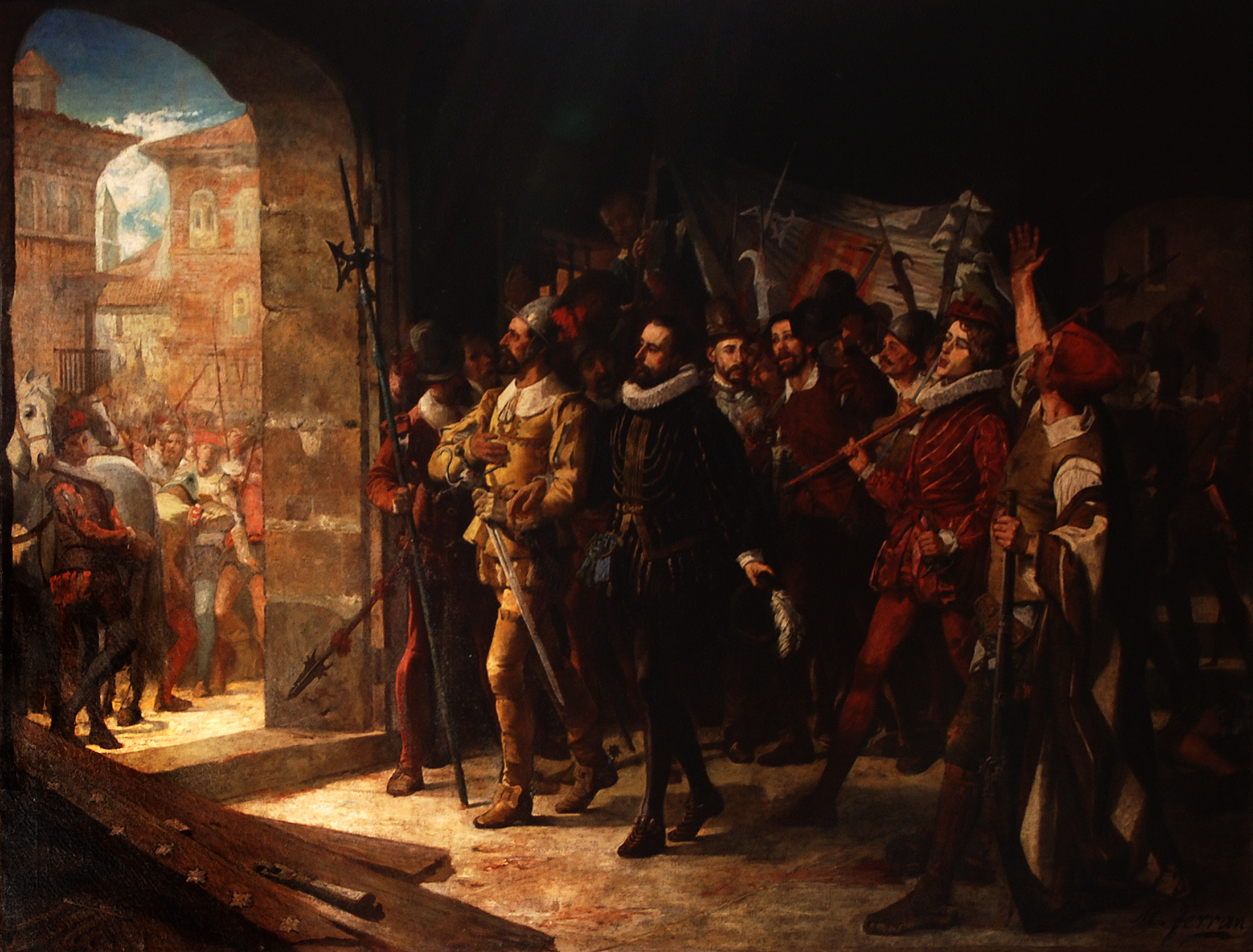
Antonio Pérez liberato dal popolo aragonese nel 1591, Biblioteca Museo Víctor Balaguer.

Manuel Ferrán y Bayona (Barcellona, 1830 – Barcellona, 1896) è stato un pittore e docente spagnolo, figlio del pittore Antoni Ferrán.

## Biografía
Dopo aver studiato alla Escuela de la Lonja di Barcellona, si recò a Parigi per completare i suoi studi con Thomas Couture che insegnò anche a Francesc Sans i Cabot. Si specializzò nella pittura di argomento storico e di genere, e come molti altri pittori del suo tempo, realizzò anche dei ritratti. Espose sia a Barcellona che in diverse Exposiciones Nacionales a Madrid come, ad esempio, in quella del 1860 dove presentò il quadro Antonio Pérez del Hierro liberado por el pueblo aragonés en 1591. Fu professore di disegno nello stesso istituto dove aveva studiato, la Lonja (1888-1892).
Sue opere sono esposte alla Galería de Catalanes Ilustres della Real Academia de Bellas Artes de Sant Jordi, nella Biblioteca Museo Víctor Balaguer e in altri musei della Catalogna.